# Carex vestita
Carex vestita là một loài thực vật có hoa trong họ Cói. Loài này được Willd. mô tả khoa học đầu tiên năm 1805.